# Thomas Taxus Beck
Thomas Taxus Beck (bürgerlich Thomas Beck; * 1962 in Solingen) ist ein deutscher Komponist.

## Biografie
Nach einer Lehre als Klavierbauer studierte Beck ab 1987 zunächst Musikwissenschaft, Kunstgeschichte und Germanistik an der Universität zu Köln. Parallel dazu erhielt er Kompositionsunterricht bei Bojidar Dimov und Klavierunterricht bei Dietmar von Capitaine an der Rheinischen Musikschule Köln. 1992 wechselte er an die Hochschule für Musik und Tanz Köln, wo er bei Hans Ulrich Humpert Komposition und Elektronische Komposition studierte. Von 1992 bis 1996 erhielt er zudem Unterricht in Bildhauerei bei Peter Nettesheim. 2001 belegte er während eines Paris-Stipendiums Kompositions- und Informatikkurse am IRCAM in Paris. Seit 2007 ist er Künstlerischer Leiter der Response-Projekte der Kölner Philharmonie, seit 2013 Leiter des Fachbereichs „Komposition, Musiktheorie und Improvisation“ an der Rheinischen Musikschule Köln. Er ist Initiator und Leiter des 1. Jugendfestivals für Zeitgenössische Musik „Zett Emm“, sowie des 1. Interdisziplinären Improvisationsfestivals „im:NOW!“.
Becks Schaffen ist geprägt von seinem interdisziplinären Interesse und seiner Auffassung von Raum und Räumlichkeit, Materialökonomie und Gestik. Es umfasst neben zahlreichen instrumentalen Arbeiten auch umfangreiche, raumbezogene Klanginstallationen und elektroakustische Kompositionen, wobei ein deutlicher Schwerpunkt auf komplexen, dramaturgisch ausgefeilten Elektronischen Sprachkompositionen und Hörstücken zu liegen scheint, in denen er Sprache und Klang als miteinander korrespondierende, einander bedingende Ebenen gestaltet. Seit 2000 beschäftigt sich Beck zunehmend mit musikalisch intendierter Bewegung im Raum. Seitdem finden sich als zentrale Anliegen die Auseinandersetzung mit den Aspekten Annäherung und Gleichzeitigkeit von Gegensätzlichem, Raumtransformation, Reduktion von Form sowie Konzentration von musikalischen Gesten. Dabei liegt sein besonders Interesse auf dem Spannungsfeld Verschmelzung und Kommunikation, wobei etliche seiner Kompositionen skurrile, groteske oder satirische Züge tragen. Becks Œuvre umfasst zudem Gemeinschaftskompositionen, Raumarbeiten, Improvisationskonzepte, Interdisziplinäre Arbeiten, Lesungen und Ausstellungen. Seit 2006 zunehmende Beschäftigung mit Kompositionspädagogik.

## Preise und Auszeichnungen (Auswahl)
- 2001: Stipendium der Stiftung Kulturfonds Berlin; Künstlerhaus Lukas, Ahrenshoop
- 2001: Förderstipendium des Landes Nordrhein-Westfalens; Reisestipendium Paris
- 2003: 1. Preis Prix Ars Acustica, internationaler Wettbewerb des WDR, Studio Akustische Kunst
- 2003: Preis des 9. Internationalen Kompositionswettbewerbs des Wiener Sommer-Seminars für Neue Musik, Wien, Österreich
- 2003: Arbeitsstipendium der STUDIOS INTERNATIONAL, Interdisziplinäres Zentrum für Kunst und Medientechnologie, Denkmalschmiede Höfgen
- 2007: 1. Preis Mobius Awards (gemeinsam mit zinnobergruen), New York, USA
- 2008: Deutscher Klangkunst-Produktionspreis
- 2009: Stipendium des ZKM, Zentrum für Kunst und Medien, Karlsruhe
- 2010: Honorable Mention Citation Award, National Academy of Music Thessaloniki, Griechenland
- 2010: Stipendium Tonspur des onomato-Künstlerverein und der Stadt Düsseldorf
- 2011: Visby International Centre for Composers, Gotland, Schweden und weitere

Das von Beck 2013 an der Rheinischen Musikschule gegründetes Jugendfestival für Zeitgenössische Musik „Zett Emm“ erhielt 2018 die „Sparda-Musiknetzwerk Auszeichnung 2018“ sowie den „Junge Ohren-Publikumspreis 2018“.

## Kompositionen und Klanginstallationen (Auswahl)
- Stille halten, Klanginstallation/Elektronische Komposition für den Schwesternpark in Witten für 40 selbstspielende Mp3 Player, Frauenstimmen, Nistkästen und Abfallbehälter (2021)
- den bach runter, für Flöte, Violine, Violoncello und Cembalo (2018)
- senken, Klanginstallation/Elektronische Komposition für den Hammerteich in Witten für 36 selbstspielende Mp3 Player und Hörrohre (2017)
- Subversive Weihnachtsprinten, 8 Stücke für Klavier (2016)
- noch, für Streichquartett (2016)
- Speicherfunde, 7 Stücke für Klavier (2013)
- nur eins, 5 Miniaturen für Klavier (2013)
- Contagiones, für Flöte und Orgel (2012)
- Präludien, Variable elektronische Komposition. Klanginstallation aus Warteklängen (2011)
- eins ums andere, für Blockflöten und Querflöten (2011)
- breath and space, Komposition für Orgel und elektronische Klänge (2009)
- Eckgeflüster[4], Elektronische Sprachkomposition nach Texten von Agota Kristofs Roman „Das große Heft“ (2008)
- Elemente, Musik zum gleichnamigen Tanztheater für Flöte, Klavier, Gitarre, Violoncello und elektronische Klänge (2008)
- Elements of Colour, für Flöte, Klavier, Gitarre, Violoncello und elektronische Klänge (2007)
- Nachmittag mit und ohne Sonne, Elektronische Filmkomposition zu einem Film von Theo Thiesmeier über eine Wandmalerei von Sabine Funke (2006)
- this guy, Elektronische Sprachkomposition über ein englisches Volksmärchen (2005)[5]
- . punkt um. Punkt, Elektronische Sprachkomposition für tragbaren CD-Spieler, Mezzosopran, Bariton und elektronische Klänge nach Texten von Ernst Jandl (2003)
- Brandopfer am Sonntag, Elektronische Sprachkomposition (2002), nach Auszügen aus Jacques Hamelinks gleichnamiger Erzählung, erschienen im Band „Horror vacui“
- Kammer für Flöte, für Querflöte solo (2001)
- HACKORDNUNG (überhühner Nr. 9), Elektronische Sprachkomposition, Groteske für Sprecher und elektronische Klänge aus Texten von Thomas Taxus Beck (2000)
- MONOSOM, Komposition für Live-Gongspieler und elektronische Klänge (1999)
- Fresco, Variable Komposition für 4 gleiche oder verschiedene hohe Instrumente (1997)
- eins rechts - eins links, 9 Miniaturen für 2 Celli (1996)
- 6 menos für Klavier (1996)
- 6 pocos für Klavier (1995)
- 5 kleine Stücke, für Cello und Fagott (1992)

## Publikationen (Auswahl)
- Ein Dreiklang ist kein Wald oder Praxisschock Kompositionspädagogik. Sachdienliche Hinweise für Schule und Musikschule. ConBrio Verlagsgesellschaft, Regensburg, 2020[6]
- Die Kölner Kurse für Neue Musik an der Rheinischen Musikschule 1963–1972 und weitere in „Erbe und Auftrag“, Verlag Dohr, Köln, 2020[7]
- Lehrplan Musiktheorie und Komposition (mit Matthias Schlothfeldt, Philipp Vandre, Monika Beck, Friedrich Dolge), Hrsg. Verband deutscher Musikschulen, Bosse Verlag, Kassel, 2016[8]
- Instrumentalpraktikum „Voraussetzungsloses Ensemble“, erschienen in: üben & musizieren, Schott Verlag, Februar/März 2008[9]
- „6 pocos für Klavier“ sowie männer mit haaren in Mythos des Unsichtbaren, Hrsg. Aphaia Verlag Berlin, 2007, ISBN 978-3-926677-69-3.[10]
- Mitlesebuch Nr.22, Aphaia Verlag, Berlin; 1998[11]

## Diskografie
- Präludien – Ritual I–IV – breath and space, Edition unerhört, Valve Records, 2011
- HACKORDNUNG (überhühner Nr. 9), Hrsg. onomato Verlag Werkstipendien, 2010
- Elements of Colour, Hrsg. Zanders AG: Chromolux, 2007
- Brandopfer am Sonntag, Hrsg. Hochschule für Musik und Tanz Köln, Studio für Elektronische Musik, 2003